# گورک دژگاه
گورک دژگاه، روستایی است از توابع بخش دلوار در شهرستان تنگستان استان بوشهر ایران.
این روستا میان گورک مزارحسینی و گورک کله‌بندی قرار دارد و فاصله این روستا تا شهر عالی‌شهر ۲٫۵ کیلومتر و تا شهر بوشهر ۲۰ کیلومتر است.
گورک دژگاه دارای یک دبستان دخترانه و پسرانه، چمن مصنوعی، مسجد، حسینیه  می‌باشد.

## جمعیت
این روستا در دهستان دلوار قرار دارد و بر اساس سرشماری رسمی ایران در سال ۱۳۹۵ آمار جمعیت آن ۶۵۲ نفر می‌باشد. بر همین اساس در سال ۱۳۸۵ آمار جمعیت آن ۴۳۳ نفر (۱۰۶ خانوار) بوده‌است.